# Zapasy na Letnich Igrzyskach Olimpijskich 1932 – kategoria do 56 kg w stylu wolnym
Zmagania mężczyzn do 56 kg to jedna z siedmiu męskich konkurencji w zapasach w stylu wolnym rozgrywanych podczas Letnich Igrzysk Olimpijskich 1932. Pojedynki w tej kategorii wagowej odbyły się w dniach 1 – 3 sierpnia.

## Klasyfikacja[1]
| Pos. | Zawodnik             | Kraj              |
| ---- | -------------------- | ----------------- |
| 1    | Robert Pearce        | Stany Zjednoczone |
| 2    | Ödön Zombori         | Węgry             |
| 3    | Aatos Jaskari        | Finlandia         |
| 4    | Georgios Zervinis    | Grecja            |
| 5    | Joe Reid             | Wielka Brytania   |
| 5    | Julien Depuychaffray | Francja           |
| 7    | Bror Vingren         | Szwecja           |
| 7    | Jim Trifunov         | Kanada            |

## Zasady[2]
Punktacja opierała się na systemie "złych punktów karnych". Zwycięzca otrzymywał zero punktów za wygraną przez "tusz" (łopatki), a jeden za zwycięstwo decyzją trzech sędziów. Za porażkę na punkty zawodnik otrzymywał trzy punkty. Uzyskanie pięciu lub więcej punktów eliminowało zapaśnika z turnieju.   

## Wyniki

### Pierwsza runda[3]
| Zwycięzca            | Punkty karne | Wynik     | Przegrany    | Punkty karne |
| -------------------- | ------------ | --------- | ------------ | ------------ |
| Robert Pearce        | 1            | Na punkty | Ödön Zombori | 3            |
| Julien Depuychaffray | 1            | Na punkty | Bror Vingren | 3            |
| Aatos Jaskari        | 0            | Łopatki   | Joe Reid     | 3            |
| Georgios Zervinis    | 0            | Łopatki   | Jim Trifunov | 3            |

### Druga runda[4]
| Zwycięzca     | Punkty karne | Wynik     | Przegrany            | Punkty karne |
| ------------- | ------------ | --------- | -------------------- | ------------ |
| Robert Pearce | 2            | Na punkty | Julien Depuychaffray | 4            |
| Ödön Zombori  | 3            | Łopatki   | Bror Vingren         | 6            |
| Joe Reid      | 4            | Na punkty | Georgios Zervinis    | 3            |
| Aatos Jaskari | 0            | Łopatki   | Jim Trifunov         | 6            |

### Trzecia runda[5]
| Zwycięzca     | Punkty karne | Wynik     | Przegrany            | Punkty karne |
| ------------- | ------------ | --------- | -------------------- | ------------ |
| Robert Pearce | 3            | Na punkty | Joe Reid             | 7            |
| Ödön Zombori  | 4            | Na punkty | Julien Depuychaffray | 7            |
| Aatos Jaskari | 1            | Na punkty | Georgios Zervinis    | 6            |

### Czwarta runda[6]
| Zwycięzca     | Punkty karne | Wynik     | Przegrany     | Punkty karne |
| ------------- | ------------ | --------- | ------------- | ------------ |
| Robert Pearce | 4            | Na punkty | Aatos Jaskari | 4            |
| Ödön Zombori  | 4            | -         | Bez walki     |              |

### Piąta runda
| Zwycięzca     | Punkty karne | Wynik     | Przegrany     | Punkty karne |
| ------------- | ------------ | --------- | ------------- | ------------ |
| Ödön Zombori  | 5            | Na punkty | Aatos Jaskari | 7            |
| Robert Pearce | 4            | -         | Bez walki     |              |